# Mare de Déu de la Guia (les Valls d'Aguilar)
La Mare de Déu de la Guia és un temple, monument del municipi de les Valls d'Aguilar (Alt Urgell) protegit com a bé cultural d'interès local.

## Descripció
Petit temple d'una sola nau, de 10,8 m. de llargària per una amplada de 4,15m., capçada a ponent amb capçalera plana i coberta amb volta de canó rebaixada. La nau és dividida en tres trams per dues parelles de pilastres adossades als murs laterals, les quals no tenen continuïtat a la volta. L'església presenta un altar d'obra adossat a la capçalera. La porta d'accés al temple es troba centrada al mur oriental. És ressaltada amb dovelles de pedra tosca i coronada per un arc de mig punt. Les altres obertures es troben al mur meridional. Coronant la façana oriental hi ha un petit campanar d'espadanya d'un sol ull.

## Història
Les referències documentals de l'ermita es redueixen a l'esment que se'n fa al llibre de visites del bisbat d'Urgell de l'any 1758 en el foli 240.